# Steve Fleet
Steve Fleet (Urmston, Inglaterra; 2 de julio de 1937-12 de marzo de 2025) fue un futbolista y entrenador de fútbol británico, como jugador se desempeñó en la posición de portero.

## Carrera
| Periodo   | Club                |
| --------- | ------------------- |
| 1957–1961 | Manchester City FC  |
| 1963–1966 | Wrexham AFC         |
| 1966–1968 | Stockport County FC |
| 1968–1971 | Altrincham FC       |

| Periodo   | Club       |
| --------- | ---------- |
| 1981      | ÍA Akranes |
| 1982–1983 | ÍBV        |

## Logros
- Cuarta División de Inglaterra (1): 1966/67